# ビリンビ
ビリンビ（学名：Averrhoa bilimbi）は、カタバミ科ゴレンシ属の木である。インドネシアのモルッカ諸島が原産と考えられているが、東南アジア全体に帰化している。南アジアやアメリカ州の一部では栽培されている。かなり酸っぱいが食用可能な果物を付ける。スターフルーツに非常に近縁である。英語では、bilimbi、cucumber tree、tree sorrel等とも言う。

## 概要
小さな熱帯性樹木で、高さは15mになる。ビリンビは分枝が速く、しばしば複数の幹を持つ。葉は互生、羽状で、長さは約30-60cmである。各々の葉は、卵形から楕円形で長さ2-10cm、幅1-2cmの11-37枚の小葉を含み、枝の端に塊状に付く。葉は、アメダマノキのものによく似ている。花は幹生花で、18-68個の花が幹や枝から懸垂型の円錐花序を形成する。また、異花柱花性である。花は芳香を持ち、花冠には長さ10-30mmの5枚の花弁を持つ。色は、黄緑色から赤紫色である。
果実は、細長い楕円体で、長さは4-10cmであり、わずかに五角形をしていることもある。果皮は滑らかでわずかにざらついており、薄く蝋で覆われたような質感である。熟すと、明緑色から黄緑色に変色する。果肉はサクサクした食感だが、果汁はかなり酸っぱいため、果実自体をそのまま食べることは稀である。

## 分布と生息域
インドネシアのモルッカ諸島が原産と考えられており、現在では、インドネシア全土、東ティモール、フィリピン、スリランカ、バングラディシュ、モルディブ、ミャンマー、マレーシアで栽培されている。東南アジアのその他の国でも一般的である。インドでは、庭木として見られ、温かい地域では野生化している。南インドの海岸でも見られる。
アジア以外では、ザンジバルでも栽培されている。1793年、ビリンビはティモールからジャマイカに導入され、その数年後には、中央アメリカ及び南アメリカ全体で栽培され、現地ではmimbroとして知られるようになった。スリナムでは、果実がlange birambiとして知られる。19世紀末には、クイーンズランド州に導入され、それ以来、この地域で栽培されている。
本質的に熱帯樹木であるため、スターフルーツよりも寒さに弱く、栄養豊富で水はけの良い土壌で良く成長する（ただし、石灰岩や砂の土壌にも耐えられる）。2-3か月の乾季を持ち、その他は年間を通じて一定の雨が降る気候を好む。そのため、例えばマレーシアの最も雨の多い地域等では見られない。フロリダ州では、防寒防風を行う必要がある。

## 利用

### 調理
インドネシアではbelimbing wuluhとして知られ、タマリンドやトマトの代わりに酸味を付けるのにしばしば用いられる。北西部のアチェ州では、塩漬け及び日干しにしてasam suntiを作って保存され、様々なアチェ料理の味付けに用いられる。sambal belimbing wuluh等、多くのインドネシア料理で不可欠な材料である。
フィリピンではkamias and ibâ,として知られ、裏庭で一般的に見られる。果実をそのままか岩塩をかけて食べる。カレーの材料にしたり、シニガン、Pinangat、パクシウ等のフィリピン料理に酸味を付けるために一般的に用いられる。保存のため日干しにし、香辛料として用いることもある。また、トマト、刻みタマネギと混ぜて醤油をかけ、サラダとして食べることもある。
コスタリカでは、生のビリンビの果実をレリッシュとして、コメや豆と一緒に提供する。
極東では、カレーに加えられることがある。
マレーシアやフィリピンでは、プルーンやプラムと似た味の、甘酸っぱいジャムにすることがある。
インドのケララ州やカルナータカ州沿岸地域では、ピクルスや特にサーディンを用いたフィッシュカレー]を作るのに用いる。一方、カルナータカ州、マハーラーシュトラ州、ゴア州では、果実をそのまま、または食塩と香辛料を付けて食べる。ガイアナやモーリシャスでは、アチャールやピクルスを作るのに用いる。
モルディブではbilimaguとして知られ、香りの良い香辛料とともにピクルスにして、コメ及びガルディヤ（魚のスープ）とともに食べる。また、ボーキバーやマスフニ等の現地の様々な料理に酸味を加えるために用いられる。
セーシェルでは、セーシェル風クレオール料理、特に魚料理に酸味を付けるために用いられる。魚のグリルやsatini rekenと呼ばれるサメ肉料理にもしばしば用いられる。タマネギ、トマト、トウガラシとともに煮込んでソースを作るのにも用いる。季節外に用いるために塩漬けにすることもある。
ビリンビの果汁は、pHが約4.47で、冷たい飲料を作るのに用いられる。チャツネを作る際にマンゴーの代わりに用いることもある。ピクルスにして保存すると、酸っぱさが緩和される。

## 副作用の可能性
果実には高濃度のシュウ酸塩が含まれる。高コレステロール血症の治療のために濃縮果汁を毎日飲んだうちの何人かに、シュウ酸塩が原因の急性尿細管壊死による急性腎不全が記録されている。
果実は神経毒のカランボキシンも含む。スターフルーツと同様に、果実を過剰に摂取すると、両方の物質の組合せで急性腎不全を引き起こしうる。それまで腎機能が正常だった者でも、神経毒及び腎毒の影響が表れることがある。

## その他の利用
マレーシアでは、酸味の強いビリンビの果実は、クリスを洗うのに用いられる。
フィリピンの田舎では、しばしば染み抜き剤の代替として用いられている。
モルディブのアッドゥ環礁では、20世紀に、ビリンビの花が衣服の染料として一般的に用いられた。

## ギャラリー

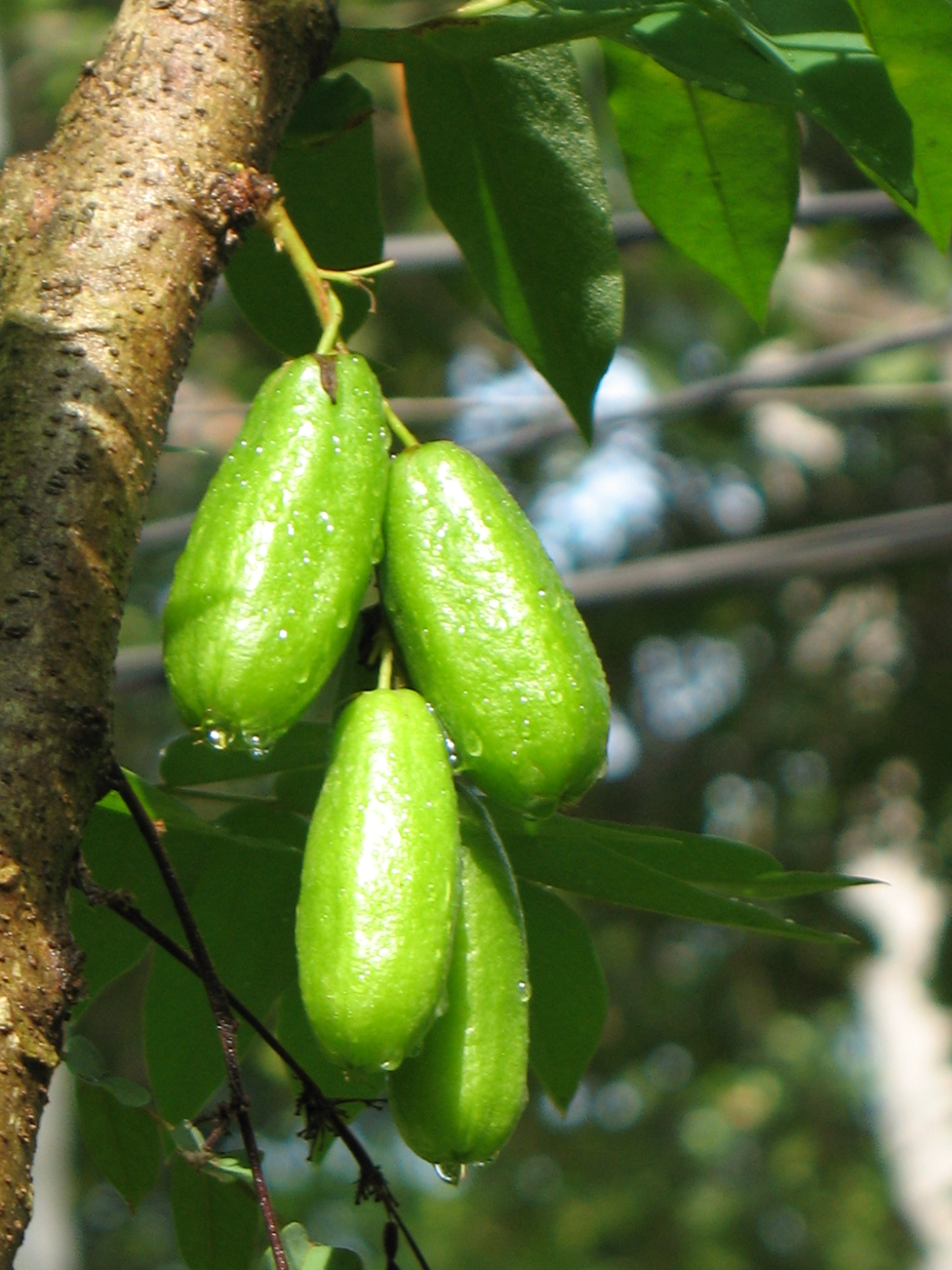
果実
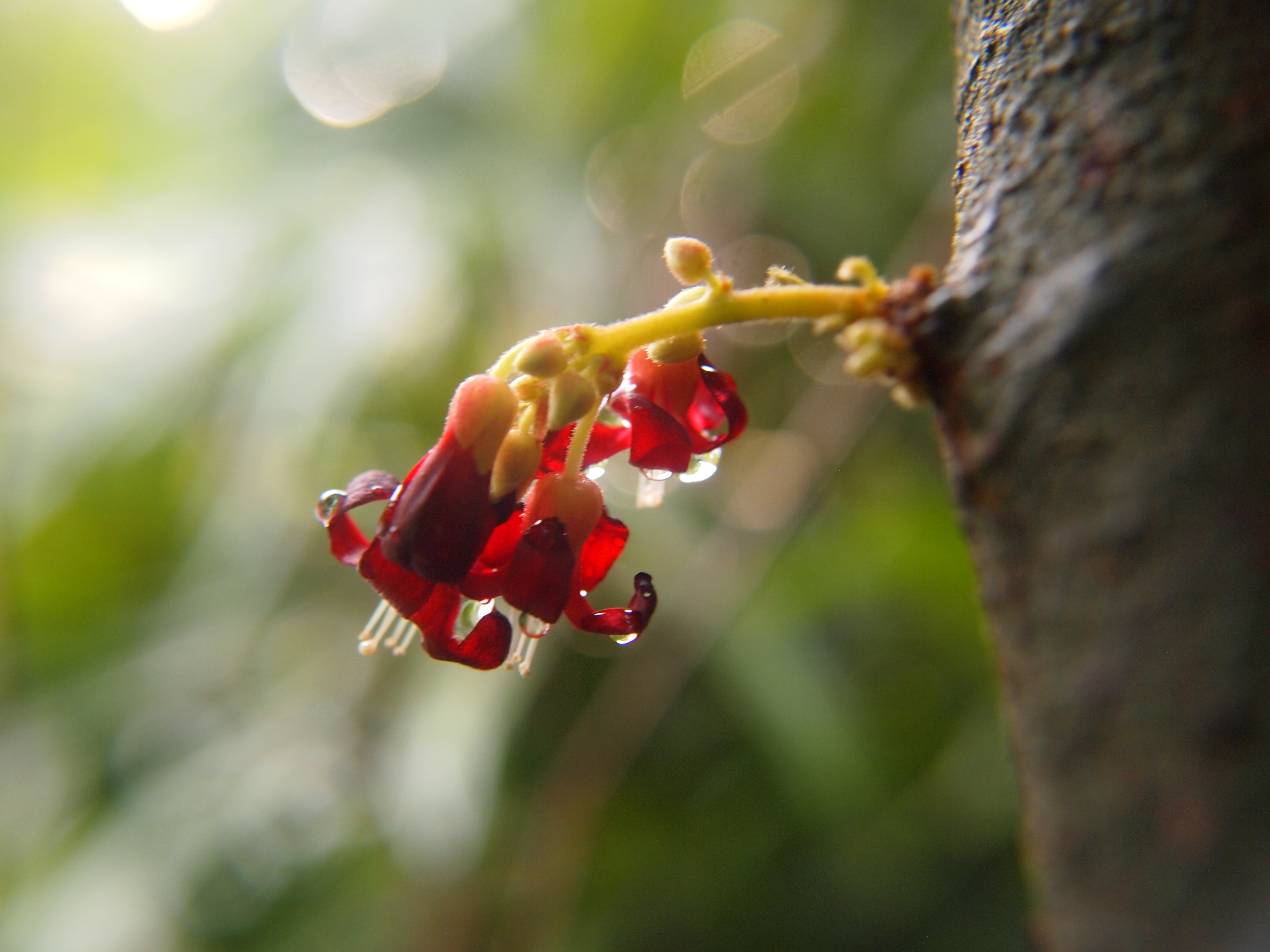
花
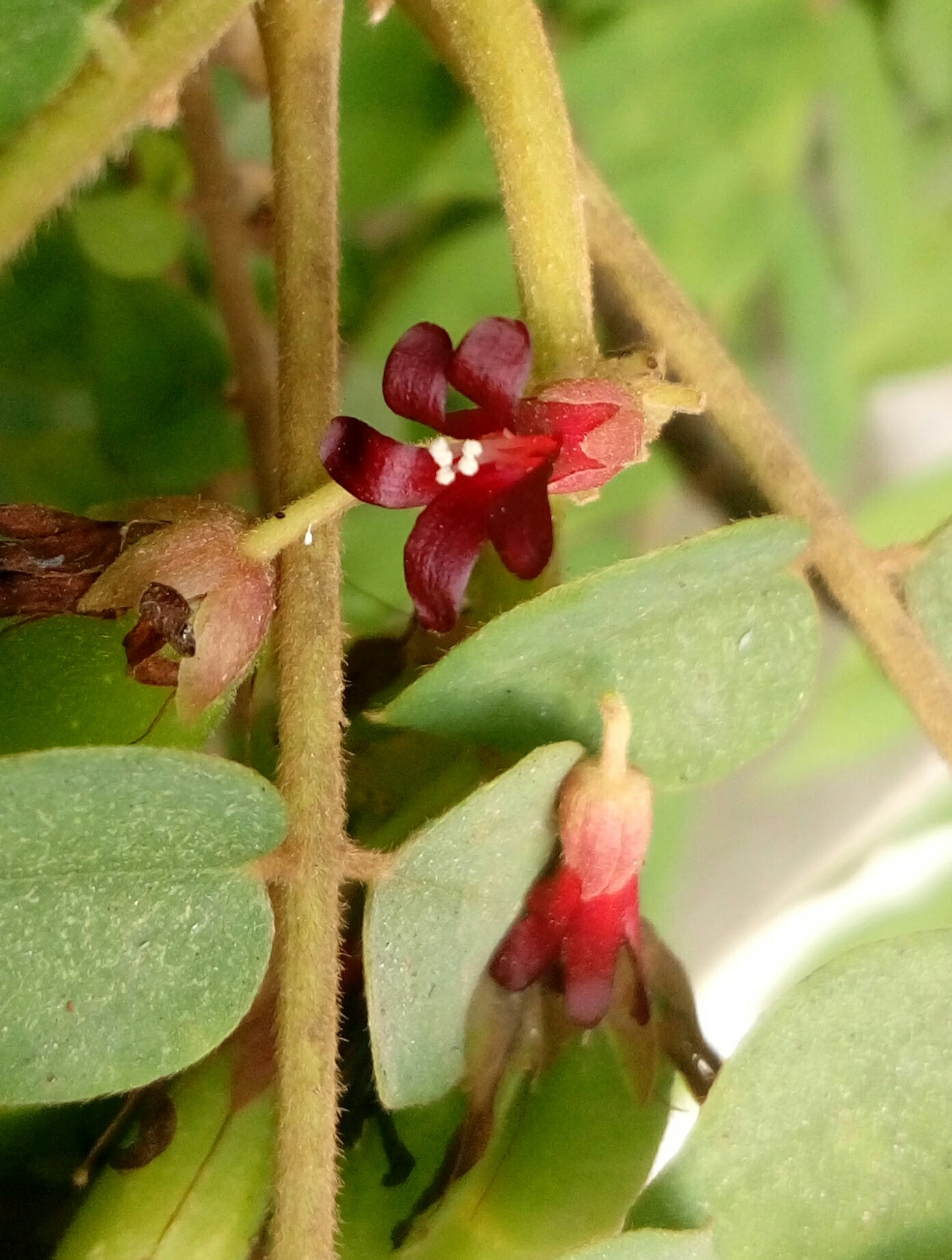
花
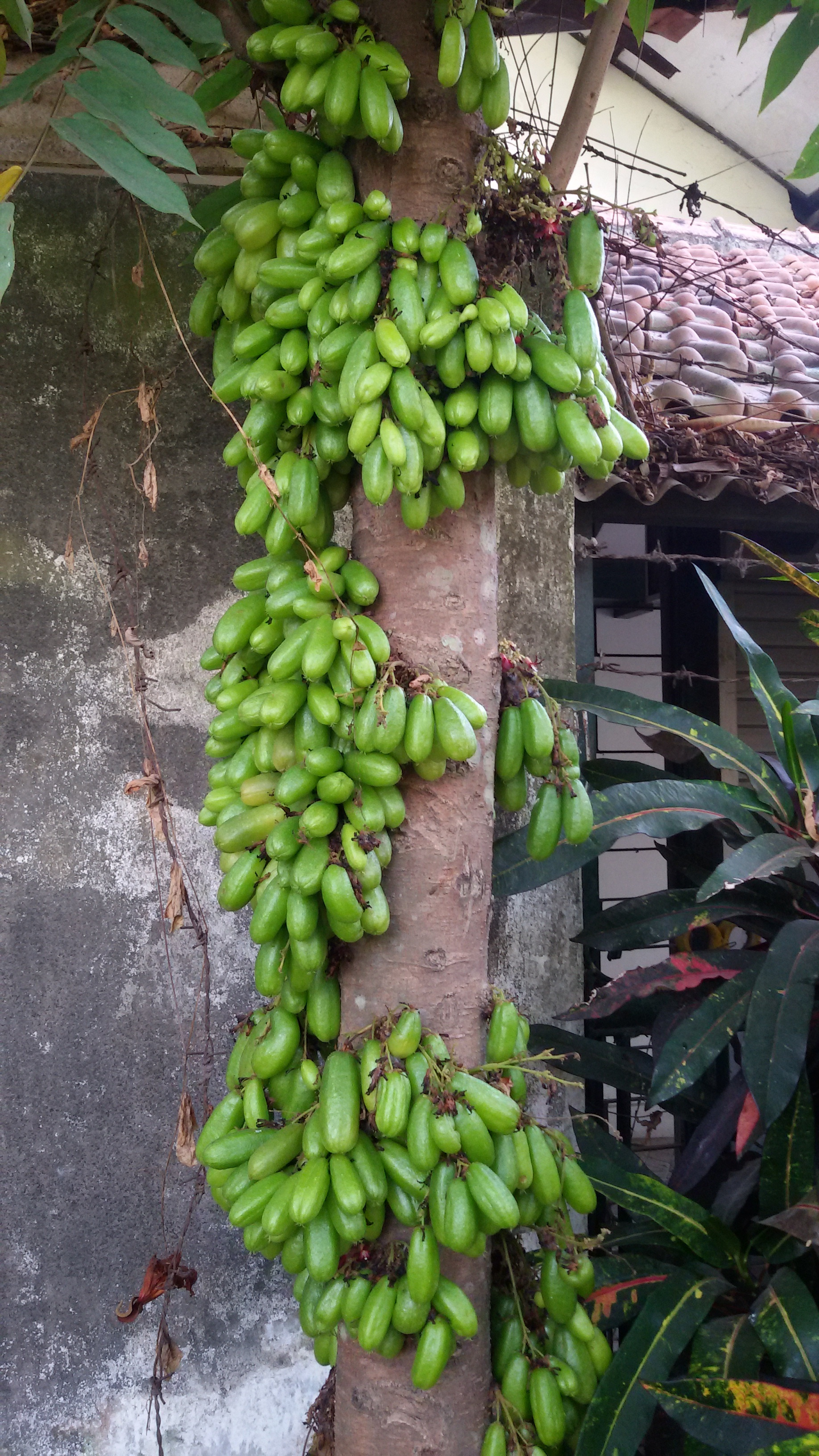
果実の実った木